# Sankoš
Sankoš (ásámsky সোণকোষ, anglicky Sankosh, bhútánsky v přepisu Puna Cang) je 200 kilometrů dlouhá řeka v povodí Brahmaputry v Jižní Asii. Vzniká v Bhútánu u města Punákha soutokem Mo Čhu a Tang Čhu a teče do Indie, kde protéká Ásámem, v němž částečně tvoří hranici se Západním Bengálskem. Úsek od soutoku s Rajdakem k ústí do Brahmaputry je někdy považován za samostatnou řeku Gangadhar, proto se údaje o délce toku Sankoše mohou významně lišit.
Protože obě zdrojnice Sankoše dohromady odvodňují rozsáhlou část Himálaje od Džomolhari po Kula Kangri, dochází na nich často k ledovcovým povodním. V Bhútánu je přitom Sankoš nejdelší řekou země a široké údolí Sankoše od Punákhy do Wangdü Phodrang patří k zemědělským centrům státu.
Na řece jsou ve výstavbě dvě vodní elektrárny:
- Punacangčchu-1, přehradní hráz výšky 130m a délky 239 metrů, 6×200 MW
- Punacangčchu-2, přehradní hráz výšky 86 metrů a délky 213,5 metru, 6×170 MW